# Concarán
Concarán es la localidad cabecera del departamento Chacabuco, provincia de San Luis, Argentina. 
Está ubicada en el noreste del departamento Chacabuco, al noroeste de San Luis, a 152 kilómetros de la capital provincial, a 45 kilómetros de Villa de Merlo, a 787 kilómetros de Buenos Aires, y a 266 kilómetros de la ciudad de Córdoba.

## Toponimia
"Concarán" es una deformación de la voz comechingona: Conlara que habría significado "Valle Hermoso". Es probable que estuviera habitado por parcialidades comechingonas llamadas  Lasta Caucara o Lasta Concara (pasó de Conlara-Caucara, Concara, Concaran, Concarán).

## Historia
Concarán se encuentra a orillas del río Conlara, en el valle homónimo.

Fue al principio llamado "Pueblo de la Cruz". En 1858 en ocasión de una recorrida del gobernador Justo Daract  por la provincia, los vecinos, hermanos Aniceto, Caferino y Miguel Mora y Nicasio Chirino donan terrenos para la fundación del pueblo, que fue llamado "Villa Dolores".
- 1860: es importante posta desde San Luis
- 1864: primera escuela
- 1893: Jorge Torres descubre en la “Quebrada Fea” piedras “negras, brillantes y pesadas” (tungsteno)
- 1904: llega el FFCC y la "Estación de ferrocarril" es llamada Concarán, así se evitó confundir la estación con Villa Dolores en la provincia de Córdoba
- 1905: se abre la "Mina de wolframio: "Mina de los Cóndores", muy importante en Sudamérica, a 14 km de Concarán. 1910, comienzan a llegar gran cantidad de inmigrantes especializados en minería (mina, con 17 km de túneles y 410 m de profundidad; actualmente abandondada y utilizada para turismo)
- 1934: por ley 1367, se oficializa el nombre "Concarán" para la propia localidad. Y por ley 1389, se la declara cabecera del departamento Chacabuco, que hasta entonces le correspondía a Renca

## Geografía

### Población
Contó con 5,119 habitantes (Indec, 2010), lo que representó un incremento del 13% frente a los 4,530 habitantes (Indec, 2001) del censo anterior.
Según el censo 2022 la población total del municipio fue de 6,312 personas. En tanto, el número de viviendas registradas fue de 2462.
| Gráfica de evolución demográfica de Concarán entre 1947 y 2022 |
|                                                                |
| Fuente: Censos nacionales del INDEC                            |

### Clima
En la zona del Valle de Conlara se da un microclima muy especial, caracterizado por la alta ionización natural negativa del aire, con una alto contenido de ozono con efectos muy benéficos para la salud. En verano, las temperaturas rondan entre 30° y 38°. Muy pocas veces llegan a superar 40°. 
En estos meses, a pesar de que llueva mucho, pocas veces hay grandes inundaciones como la que sucedió en 2015. 
En el verano, suele anochecer a las 20:00 u 20:30, y amanece a las 5:30 o 6:00.
En invierno, las temperaturas llegan hasta -8° de noche, mientras que de día están alrededor de 10° y 20°.
Por lo general, en julio, desde Concarán se tiene una vista panorámica de la sierra de los Comechingones nevada, aunque no todos los años la nieve llega a la ciudad. En esta estación, suele anochecer a las 18:30 o 19:00, y amanece a las 7:00 o 7:30.

### Hidrografía
El río Conlara nace en el Dique San Felipe y posee como afluentes a los arroyos "Luluara" y "Chuntusa". Este río presenta la particularidad que corre de sur a norte, finalizando su recorrido en el departamento Junín en la zona de Lafinur y Los Cajones. Es de cauce muy ancho y vadeable, sufre captación de sus aguas por muchos canales.

## Educación
•En cuanto a jardín de infantes o kindergarten, Concarán posee dos: uno ubicado en 1.º de Mayo, sobre la calle Mariano Moreno, en el norte de la ciudad. Y otra institución que también posee escuela primaria a un par de kilómetros del noreste de Concarán, en las afueras.
•En cuanto a la educación primaria, el colegio Gobernador Benigno Rodríguez Jurado, también ubicado en el norte de Concarán, recibe a la mayoría de los niños de la ciudad, aunque hay otras instituciones de educación primaria en la zona, pero fuera de Concarán. 
•Con respecto a la educación secundaria, hay dos colegios públicos en la ciudad. 
- El colegio Eleodoro Lobos, está ubicado en el centro de Concarán. La educación se divide en 1°, 2°, 3°, 4°, 5°, y 6° año. Comenzando 1° desde los 12 años.

El uniforme se compone de zapatos negros, jeans, guardapolvo o chomba gris con logo del colegio con corbata azul.
- El colegio técnico Gobernador Elías Adre, es una gran institución ubicada en el norte de Concarán. Posee un natatorio cubierto con dos piscinas climatizadas, de las cuales, la más grande cuenta con un ascensor para personas discapacitadas. El colegio también posee un gran salón donde se realizan actividades físicas, y otro salón un poco más pequeño para actos escolares, entre otros. También posee dos laboratorios, y tres grandes talleres donde se practica carpintería, ajuste mecánico, electricidad, etc.

Es colegio técnico, con muy buena calidad educativa y también un buen rendimiento deportivo. En el colegio se practica atletismo, baloncesto, voleibol, hockey, balonmano, etc. El colegio es uno de los mejores de la provincia de San Luis. La mayoría de sus estudiantes residen en Concarán, o alrededores, pero también tiene estudiantes de localidades vecinas como Tilisarao (27 kilómetros), o "La Costa":Merlo, Carpintería (40 kilómetros aprox.), etc. Así como también estudiantes de intercambio de otros continentes.
El uniforme se compone de zapatos negros, jeans clásicos, y guardapolvo azul. Y en meses más calurosos, zapatos negros, jeans clásicos, y una chomba blanca con el logo del colegio con corbata roja. 
El colegio, por ser técnico, tiene desde 1° año hasta 7° año.

## Transporte
La Terminal de Concarán se encuentra a unos metros de la plaza Central. Allí operan distintas empresas con destinos al resto de San Luis, y provincias cercanas, con gran frecuencia hacia ciudades como Merlo, San Luis Ciudad y Villa Mercedes, entre otras.
En Concarán hay agencias de taxis y remiserías de larga, media y corta distancia. 
Las bicicletas son una buena elección en Concarán, ya que hay múltiples bicisendas. Una de ellas está en Mariano Moreno, por las que transitan niños para ir al colegio.
Las principales calles y avenidas de Concarán son:
•Avenida Fuerza Aérea: Es la ruta 6. Comienza en el acceso principal a Concarán, cruzando la ciudad de este a oeste. En dirección al centro, se transforma en 'Pedernera', luego en el oeste, gira en dirección al norte, 'Gobernador Elías Adre' y sigue hasta salir de la ciudad.
•Mariano Moreno: En los horarios de entrada y salida de los colegios al norte de Concarán, es una de las calles más transitadas de la ciudad.
•Hermanos Mora, Pringles, Av. San Martín, y Av. Gobernador Elías Adre: Son las cuatro calles que encuadran la plaza Central, la cual fue remodelada entre julio de 2016 y febrero de 2017.

## Deportes

### Polo
Concarán es pionera en Polo. Cuenta con el Polo Club Los Sauces ubicado en Acceso Viejo. 

### Hockey
Cuenta con el Club Talleres Concarán, que actualmente da sus clases en el predio del polideportivo municipal.

### Fútbol
La ciudad tiene dos clubes de fútbol: Atlético Concarán y Dolores B.A.P..

## Festival folclórico
- 20 de noviembre: "Encuentro Folclórico Interprovincial"

## Personalidades Reconocidas
- Mercedes Morán, (reconocida actriz a nivel internacional).
- Lucio Cayetano Vila, (reconocido educador de la provincia de San Juan)
- Elías Adre, (exgobernador de la provincia de San Luis).
- Dora Ochoa De Masrramon, (reconocida escritora).
- Black Amaya: En Concarán nació su familia paterna, y en honor a eso, uno de los álbumes de Black Amaya Quinteto se llama Concarán, como así también el track 01 de este álbum.
- Nicolás Rodríguez: Músico miembro fundador de la banda de rock rosarino Mamapacha.
- Jonas Acevedo: futbolista de Quilmes.
- Tomás Castro Ponce: futbolista de River Plate.
- Fabricio Obviedo: futbolista de Rosario Central.

## Agencia de Extensión RuralINTAConcarán
La agencia federal Instituto Nacional de Tecnología Agropecuaria tiene una AER en Concarán. Ejecuta acciones en sistemas de producción en cría e invernada trabajando con 2 grupos del programa Cambio Rural que involucra a 17 productores; forrajeras y suelos en una finca demostrativa privada; recursos hídricos, riego, cereales; PRO-HUERTA; PROFAM (desarrollo de las áreas bajo riego del Valle del Conlara), 2 proyectos de minifundio que involucran a 70 familias y un proyecto de apoyo a iniciativas locales de turismo rural en el valle del río Conlara.

## Desastres naturales
El 1° de marzo de 2015 hacia las 17:00 o 18:00, Concarán sufrió una gran inundación que llegó hasta el centro de la ciudad. El cauce del Río Conlara aumento drásticamente, y al llegar a curvas al sur y sudoeste de Concarán, se desbordó. En pocas horas, la zona sudoeste y oeste de Concarán se inundó, aunque menos en la última debido a la altura, y a la posesión de grandes alcantarillas que se conectan a canales. Los barrios más afectados fueron el barrio Papa Francisco y el barrio A.T.E., ya que son los más cercanos al río y no tienen mucha altura. Hasta las 10, todo era un descontrol; el agua había llegado hasta la plaza Central, había inundado, el parque junto al río y el Balneario habían quedado bajo el agua, y la gente evacuaba.
Durante la madrugada, habitantes de Concarán se quedaban en las calles para vigilar que las alcantarillas no se taparan con cosas que pudiese haber traído el agua. A la mañana siguiente, no se reportaron víctimas fatales, pero si heridos y muchas perdidas materiales. Las clases en el colegio Benigno Rodríguez Jurado se retrasaron ya que su gimnasio fue utilizado para recibir las donaciones de ropa, alimentos, etc. Alumnos del colegio y otras instituciones colaboraron para ayudar a las personas afectadas.
Esta inundación es una de las más recordadas de Concarán, ya que la última vez que algo así había ocurrido en la ciudad fue hace más de 40 años. También fue un evento muy polémico porque las autoridades no habían advertido y, por lo tanto, los ciudadanos no pudieron evacuar a tiempo para evitar daños.

## Patrona
- Nuestra Señora de los Dolores, 15 de septiembre

## Parroquias de la Iglesia católica en Concarán
| Diócesis  | San Luis                      |
| --------- | ----------------------------- |
| Parroquia | Nuestra Señora de los Dolores |